# Pelican Bay (Florida)
Pelican Bay is een plaats (census-designated place) in de Amerikaanse staat Florida, en valt bestuurlijk gezien onder Collier County.

## Demografie
Bij de volkstelling in 2000 werd het aantal inwoners vastgesteld op 5686.

## Geografie
Volgens het United States Census Bureau beslaat de plaats een oppervlakte van
8,9 km², waarvan 8,4 km² land en 0,5 km² water.

## Plaatsen in de nabije omgeving
De onderstaande figuur toont nabijgelegen plaatsen in een straal van 16 km rond Pelican Bay.